# Султанина
Султанина е бял среднозреещ безсеменен десертен сорт грозде, произхождащ от Средна Азия и Близкия изток. Широко разпространен в Иран, Ирак, Афганистан, Сирия, Турция, Гърция, САЩ, Австралия, Чили и Китай. Среща се и в България, най-вече в южните по-топли райони.
Известен е и под наименованията: Бяло едро без семе, Бял кишмиш, Ак кишмиш, Аг кишмиш, Жълт кишмиш, Томпсън сийдлес (САЩ).
Сортът не е устойчив на мана и оидиум. Гроздето е сравнително устойчиво на сиво гниене. Лозите са чувствителни към ниски температури и засушаване. Проявяват склонност към изресяване. Зрее през втората половина на септември.
Гроздове средни, цилиндрично-конични, крилати, със средна плътност и маса около 180 – 230 гр. Зърната са малки, овални, жълто-зелени или янтарно-жълти. Кожицата е тънка, прозрачна. Консистенцията е месеста, с приятен вкус.
Типично десертен сорт. Гроздето му се използва главно за производство на стафиди, за консумация в прясно състояние и за производство на сладка.